# Jan-Hugo Norman
Jan-Hugo Norman, född 23 december 1936 i Danderyd, är en svensk film och TV-fotograf. 
Norman var anställd som filmfotograf vid Sandrews 1956-1957, varefter han har varit verksam som TV-fotograf.

## Filmfoto i urval
- 2008 - Fordringsägare
- 2003 - Min första kärlek
- 1995 – Esters testamente (TV-serie)
- 1994 – Sommarmord
- 1992 – Kejsarn av Portugallien
- 1988 – Behöriga äga ej tillträde
- 1986 – Sammansvärjningen
- 1983 - Alfred Nobel - Mr. Dynamite